# Lista de lagoas de Santa Catarina

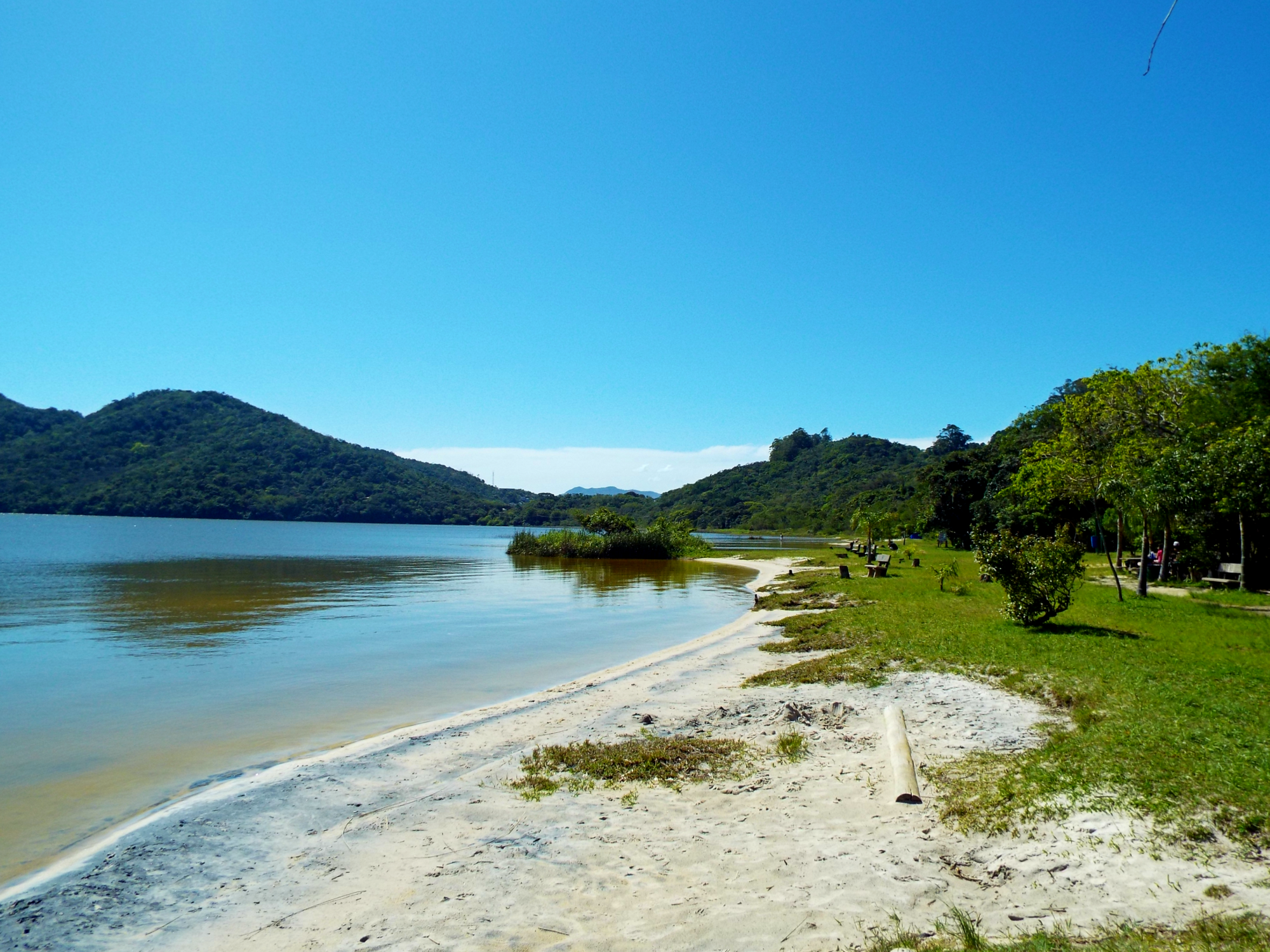
Lagoa do Peri, em Santa Catarina.

Essa é ula lista de lagos, lagoas, barragens e represas de Santa Catarina, Brasil.

## Lista
- Lago do Xaxim
- Lago de São Bento
- Lagoa do Arvoredo
- Lagoa da Barra de Ibiporã
- Lagoa da Barra do Sul
- Lagoa de Barra Velha
- Lagoa do Bom Jesus
- Lagoa do Brejo
- Lagoa do Cardoso
- Lagoa do Caverá
- Lagoa da Chica
- Lagoa da Conceição
- Lagoa de Dentro (lagoa)
- Lagoa do Encantado
- Lagoa da Fazenda
- Lagoa do Foge
- Lagoa de Fora
- Lagoa de Cima
- Lagoa de Garopaba
- Lagoa de Garopaba do Sul
- Lagoa do Guararema
- Lagoa de Ibiraquera
- Lagoa de Imaruí
- Lagoa do Jacaré
- Lagoa do Morro dos Conventos
- Lagoa do Peri
- Lagoa do Pires
- Lagoa da Praia do Rosa
- Lagoa do Ribeirão
- Lagoa do Rio Bonito
- Lagoa do Rio das Pedras
- Lagoa do Rio do Salto
- Lagoa do Rio Pequeno
- Lagoa do Rio Vermelho
- Lagoa do Saguaçu
- Lagoa do Salto
- Lagoa do Silveira
- Lagoa de Santa Marta
- Lagoa do Santo Amaro
- Lagoa de Santo Antônio
- Lagoa de Sombrio
- Lagoa do Tabuleiro
- Lagoa de Taquaras
- Lagoinha do Leste
- Lagoa Mirim (Santa Catarina)
- Lagoa Pequena
- Barragem de Campos Novos